# Draufgänger (Charaktereigenschaft)
Ein Draufgänger (von „auf etwas losgehen“), auch Heißsporn, Hasardeur, Haudegen oder Teufelskerl, ist ein Mensch, der sich kurz entschlossen, beherzt, teilweise unüberlegt und rücksichtslos auf eine Sache einlässt. Die Einlassung kann auch gefährliche, abenteuerliche, risikobehaftete Situationen betreffen.

## Sprachliche Bedeutung
Der umgangssprachliche Ausdruck „Draufgänger“ kann eine bewundernde, aber auch eine spöttische oder abwertende Bedeutung annehmen:
Bewunderung findet der Draufgänger mit seiner Fähigkeit, sich ohne Zögern auch gefährlichen Aufgaben zu stellen. Spott enthält die Vorstellung von einem etwas groben, aber nicht unsympathischen Menschen. Die Abwertung stützt sich auf den Eindruck, dass der so bezeichnete Mensch sein Handeln mehr nach einem überdimensionierten Ehrgeiz als nach reiflichen Überlegungen ausrichtet.
In der Fachterminologie korrespondiert der Ausdruck Draufgänger mit Begriffen wie „Sensation-Seeking“ (Zuckerman) bzw. „Thrill-Seeking“ (Warwitz). Je nach Betrachtungsweise und Motivation kann sich der Draufgänger als „Heißsporn“, „Hasardeur“, „Haudegen“ oder einfach als „Teufelskerl“ oder „Risiker“ darstellen. Zum „mutig Wagenden“ fehlt ihm das nüchterne Abwägen der Vernunft (ratio) und eine tragende Wertebasis.

## Erscheinungsformen
Draufgängertum kann sich in verschiedenen Lebensbereichen äußern. Es findet sich oft in militärischen Szenarien, in denen gefährliche Aktionen und riskante Einsätze anstehen, bei denen Vernunftüberlegungen der eigenen Sicherheit wegen einer dringlichen Gefahrenabwehr oder Konfliktlösung zurückstehen müssen. Dabei sind Ansehen in der Truppe, Karriereaussichten und Ordenserwartungen meist zusätzliche Antriebsfaktoren. Draufgängertum ist auch häufig bei Extremsportlern und Grenzgängern zu beobachten, wenn Ehrgeiz und ein übertriebenes Geltungsbedürfnis sowie Sponsorenerwartungen das Handeln bestimmen. Politiker offenbaren ihr Draufgängertum nicht selten in leidenschaftlichen Wahlreden, hitzigen Debattenbeiträgen und polemischen Zwischenrufen. So galten etwa Franz Josef Strauß oder sein Gegenspieler Herbert Wehner als Draufgänger in der politischen Arena.

## Menschentyp
Das Digitale Wörterbuch der deutschen Sprache beschreibt mit dem Begriff Draufgänger einen verwegenen Menschen, der ohne Zögern mit Elan ein Ziel anstrebt und sich dabei auch nicht von etwaigen Gefahren abhalten lässt.
Er kennzeichnet sich durch einen robusten, nicht wehleidigen Charakter, der mehr spontan als überlegt, oft tollkühn, schwierige Herausforderungen annimmt. Vorrangig sein Ziel vor Augen, stellt er dabei Bedenken hinsichtlich der eigenen Verletzlichkeit und Gefährdung zurück. Der Schriftsteller Ernst Jünger verwendet den Ausdruck in seinem Kriegstagebuch des Ersten Weltkriegs zur Kennzeichnung der Mentalität der abenteuerhungrigen jungen Rekruten, die nach einer Eroberung von sechs feindlichen Geschützen den nächsten Angriffsbefehl kaum erwarten können, mit den knappen Worten: „Ein Hurra flammte auf. Draufgängertum erwachte.“ Nach Warwitz wird der Draufgänger damit zum „übermütigen Hasardeur“ und „Thrill-Seeker“, der das Gefahrenpotenzial, auf das er sich einlässt, nicht kennt, unterschätzt oder einfach ignoriert. In Gemeinschaft mit ihm verbundener oder sogar von ihm abhängiger Gruppen wird er auf die Weise oft zum sogenannten „Gefährder“. Erst die unmittelbare Erfahrung der grausamen Realität des Krieges lässt die Soldaten bei Jünger erkennen, dass todesmutiges Voranstürmen allein nicht ausreicht, um mittelfristig erfolgreich zu sein und vor allem eine Chance des Überlebens zu haben.

## Negative Interpretation
In umgangssprachlichen Redewendungen wie „dabei draufgehen“ mit der Bedeutung sinnlos zu Tode kommen oder „unverbesserlicher Draufgänger“ äußert sich ein abfälliges und abwertendes Verständnis des Draufgängertums und seiner möglichen Folgen.

## Bewertung
Bloßes Draufgängertum ist in fast keinem Lebensbereich erwünscht, weil es die notwendige rationale Kontrolle vermissen lässt und oft von übermäßiger Geltungssucht aktiviert wird. Bei der Ausbildung von militärischen Spezialeinheiten etwa werden Selbstkontrolle und teamdienliche Disziplin als unumgängliche ergänzende Charaktereigenschaften gefordert und trainiert, werden kopflose Alleingänge, auch wenn sie im Einzelfall zum Erfolg führen, als Negativleistungen abgelehnt und sanktioniert. Nach der Erfolgsdoktrin zählt der koordinierte, disziplinierte Teameinsatz mit eindeutigen und bindenden Kommandostrukturen, denen sich der individuelle Ehrgeiz einfügen muss. Eine gezähmte, mannschaftsdienliche Form des Draufgängertums ist auch unabdingbare Voraussetzung für Erfolge in den Großen Sportspielen wie Fußball, Eishockey oder Basketball, oder als Kontrollinstanz in den Kampfsportarten wie Boxen, Karate oder Judo. Der Gegentypus des Draufgängers wird im Fachjargon als „Kneifer“ bezeichnet.

## Historische und literarische Spiegelung
Draufgänger finden sich im deutschen Sprachraum vermehrt in den Literaturepochen der frühen Heldendichtung und des sogenannten „Sturm und Drang“ (1765–1785) mit sehr jungen Dichtern wie dem epochemachenden Friedrich Maximilian Klinger, dem „Genieapostel“ Christoph Kaufmann oder Christian Friedrich Daniel Schubart. Sie gaben der „emotio“ (der Freiheit des Gefühls und der Triebe) den Vorrang gegenüber der „ratio“ (der Beherrschung und Vernunft). Leitend für das Lebensgefühl dieser Draufgänger war ein selbstbewusster, überschwänglicher „Geniegedanke“, der sich schon in einer exaltierten, derben, ungebändigten, aber ausdrucksstarken Sprachgebung artikulierte:

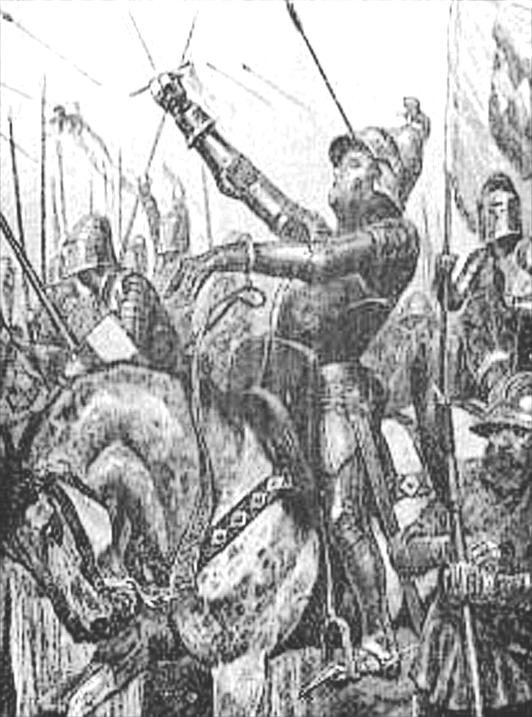
Henry Percy (1364–1403), gen. „Hotspur“ Darstellung aus dem 19. Jh.

- William Shakespeare gibt in Teil I und II seines Dramas „Heinrich IV.“ dem historischen Henry Percy (1364/66-1403), genannt „Harry Hotspur“, was so viel bedeutet wie „Heißsporn“, „hitziger Draufgänger“, eine bedeutende Rolle als Freund und später Feind von König Heinrich IV. von England. Sein Charakter als Draufgänger hatte ihm zu seiner Zeit Achtung und eine steile, allerdings auch kurze militärische und politische Karriere verschafft.[10]

- Johann Wolfgang von Goethe erhebt in seinem Schauspiel „Götz von Berlichingen“ die Gestalt des historischen Reichsritters aus dem 15./16. Jahrhundert zu literarischen Ehren, der sich in zahllose Fehden, im schwäbischen Bauernkrieg, in den Türkenkriegen und als Raubritter als furchtloser Haudegen hervortat. Ähnlich wie Goethes „Götz von Berlichingen mit der Eisernen Hand“ spiegelt auch der idealistische Rebell Karl Moor in Friedrich Schillers Drama „Die Räuber“ die typischen Züge der Literaturepoche des Sturm und Drang und die ungestüm drangvolle Gefühlslage ihrer Dichter.

- Heinrich von Kleist gestaltete mit seinem „Michael Kohlhaas“ eine tragische Figur, die sich aus einem rechtschaffenen Menschen durch eine eklatante Unrechtserfahrung zu einem rücksichtslos gewalttätigen Mörder und Mordbrenner entwickelt, der angesichts fehlender Alternativen zu einer sich stetig steigernden Selbstjustiz greift. Das historische Vorbild namens Hans Kohlhase lebte im 16. Jahrhundert. In seinem Drama „Prinz von Homburg“ verewigte Kleist die Gestalt eines ehrgeizigen jungen Generals der Armee des Großen Kurfürsten, der, von Kampfeslust und Heldenbedürfnis getrieben, trotz der Warnungen seiner Offiziere gegen den ausdrücklichen Befehl sich in das Schlachtgeschehen stürzt, als er den Kurfürsten in äußerster Gefahr sieht, wofür ihm nach den strengen preußischen Militärregeln trotz seines erfolgreichen Eingriffs wegen Befehlsverweigerung die Todesstrafe drohte. Quelle waren für Kleist die „Mémoires pour servir à l'histoire de la maison de Brandebourg“ von Friedrich dem Großen von 1751, in denen er solch einen Vorfall aus der Schlacht von Fehrbellin 1675 berichtet.

## Motivation
Ausgangspunkt und Beweggründe, die Menschen zu Draufgängern machen, sind sehr unterschiedlicher Natur. Meist fügen sich Charakteranlagen und soziale Gegebenheiten steigernd zueinander:
Ein überschwängliches Temperament und geistige wie physische Dynamik bestimmten etwa das persönliche Handeln und Dichten der literaturbekannten „Stürmer und Dränger“ bzw. eines Henry Percy oder Götz von Berlichingen. Den Prinzen von Homburg charakterisierten ein hochgradiger militärischer Ehrgeiz und starke Ruhmsucht. Michael Kohlhaas und Karl Moor verwandelten sich aus einem pervertierten Gerechtigkeitsstreben zu rücksichtslosen Heißspornen. Ein vehementer Durchsetzungswillen aus der Überzeugung eigener richtiger Vorstellungen und Erkenntnisse bestimmte die hitzigen Reden und Debattenbeiträge von Politikern wie Franz Josef Strauß oder Herbert Wehner. Dem scharfzüngigen Strauß unterliefen dabei Schimpfwörter wie „Ratte“ oder „Schmeißfliege“. Wehner ist bis heute der Bundestagsabgeordnete mit den meisten Ordnungsrufen. Extremsportler werden oft von ihren eigenen Ansprüchen, von den Erwartungen der Öffentlichkeit und ihren Sponsoren zu immer waghalsigeren Höchstleistungen getrieben. Arnd Engeln hat die Risikomotivation bei Motorradfahrern untersucht und Elemente des Aufschaukelns in gruppendynamischen Prozessen festgestellt. Stuntmen und Stuntwomen müssen schon anlagemäßig und interessenbezogen das Naturell eines Draufgängers mitbringen, um in ihrem gefährlichen Beruf bestehen zu können.